# Новоалександровка (Благоварский район)
Новоалександровка (баш. Яңы Александровка) — село в Благоварском районе Республики Башкортостан Российской Федерации. Входит в состав Благоварского сельсовета. 

## География

### Географическое положение
Расстояние до:
- районного центра (Языково): 27 км,
- центра сельсовета (Благовар): 12 км,
- ближайшей ж/д станции (Благовар): 12 км.

## Население
| 2002 | 2009 | 2010 |
| ---- | ---- | ---- |
| 206  | ↗216 | ↗217 |

Согласно переписи 2002 года, преобладающая национальность — русские (72 %).